# Турбопауза
Турбопауза (лат. turbo — окретати и грч. pausis — прекид) је прелазни слој између хомосфере и хетеросфере који се налази на висини од око 90-100 километара изнад Земље. Изнад ове границе је појава турбулентних кретања веома честа. Турбопауза одваја хомогени од хетерогеног слоја ваздуха у атмосфери.